# UFC Fight Night: Edgar vs. Faber
UFC Fight Night: Edgar vs. Faber è stato un evento di arti marziali miste tenuto dalla Ultimate Fighting Championship svolto il 16 maggio 2015 al Mall of Asia Arena di Pasay, Filippine.

## Retroscena
Questo fu il primo evento organizzato dalla UFC nelle Filippine. Si tenne nella regione metropolitana di Manila, più precisamente a Pasay.
Nel match principale dell'evento si affrontarono l'ex campione dei pesi leggeri UFC Frankie Edgar e l'ex campione dei pesi piuma WEC Urijah Faber.
Luke Barnatt doveva affrontare Clint Hester all'evento UFC Fight Night 63. Tuttavia, Hester venne rimosso dalla card nei primi giorni di marzo a causa della rottura di un piede; successivamente, Barnatt venne spostato in questa card per affrontare Mark Muñoz.
Roger Zapata e Li Jingliang dovevano affrontarsi, ma il 18 aprile, Zapata venne rimosso dall'evento e al suo posto venne inserito Dhiego Lima.
L'incontro tra Alex White e Mark Eddiva venne cancellato a seguito dell'infortunio subito da White; al suo posto venne inserito il nuovo arrivato Levan Makashvili.
Royston Wee superò il limite massimo del peso della sua categoria, pesando 62,14 kg. In seguito gli venne detratto il 20% del suo stipendio che andò a finire nelle tasche del suo avversario.

## Risultati
|                  | Divisione              |                  |                 |                   | Metodo                                      | Round           | Tempo           | Premio          |
| Card Principale  | Card Principale        | Card Principale  | Card Principale | Card Principale   | Card Principale                             | Card Principale | Card Principale | Card Principale |
| ---------------- | ---------------------- | ---------------- | --------------- | ----------------- | ------------------------------------------- | --------------- | --------------- | --------------- |
|                  | Pesi Piuma             | Frankie Edgar    | batte           | Urijah Faber      | Decisione unanime (50-45, 50-45, 50-45)     | 5               | 5:00            |                 |
|                  | Pesi Medi              | Gegard Mousasi   | batte           | Costas Philippou  | Decisione unanime (30-27, 30-27, 30-27)     | 3               | 5:00            |                 |
|                  | Pesi Medi              | Mark Muñoz       | batte           | Luke Barnatt      | Decisione unanime (29-28, 30-27, 30-27)     | 3               | 5:00            |                 |
|                  | Pesi Welter            | Neil Magny       | batte           | Hyun Gyu Lim      | KO Tecnico (pugni)                          | 2               | 1:24            | POTN            |
|                  | Pesi Piuma             | Philipe Nover    | batte           | Yui Chul Nam      | Decisione non unanime (29-28, 28-29, 29-28) | 3               | 5:00            |                 |
|                  | Pesi Piuma             | Levan Makashvili | batte           | Mark Eddiva       | Decisione non unanime (29-28, 28-29, 30-27) | 3               | 5:00            |                 |
| Card Preliminare |                        |                  |                 |                   |                                             |                 |                 |                 |
|                  | Pesi Leggeri           | Jon Tuck         | batte           | Tae Hyun Bang     | Sottomissione (rear-naked choke)            | 1               | 3:56            | POTN            |
|                  | Pesi Leggeri           | Kajan Johnson    | batte           | Zhang Lipeng      | Decisione unanime (30-27, 29-28, 29-28)     | 3               | 5:00            |                 |
|                  | Pesi Welter            | Li Jingliang     | batte           | Dhiego Lima       | KO (pugni)                                  | 1               | 1:25            |                 |
|                  | Catchweight (62,14 kg) | Ning Guangyou    | batte           | Royston Wee       | KO Tecnico (pugni e gomitate)               | 1               | 1:25            |                 |
|                  | Pesi Mosca             | Jon Delos Reyes  | batte           | Roldan Sangcha-An | Sottomissione (rear-naked choke)            | 2               | 3:13            | FOTN            |
|                  | Pesi Mosca             | Yao Zhikui       | batte           | Nolan Ticman      | Decisione non unanime (29-28, 28-29, 29-28) | 3               | 5:00            |                 |

## Premi
I lottatori premiati ricevettero un bonus di 50.000 dollari.
Legenda:
- FOTN: Fight of the Night (vengono premiati entrambi gli atleti per il miglior incontro dell'evento)
- POTN: Performance of the Night (viene premiato il vincitore per la migliore performance dell'evento)

## Incontri Annullati
|  | Divisione   |              |        |              | Motivo                          |
|  | ----------- | ------------ | ------ | ------------ | ------------------------------- |
|  | Pesi Welter | Roger Zapata | contro | Li Jingliang | Zapata venne rimosso dalla card |
|  | Pesi Piuma  | Alex White   | contro | Mark Eddiva  | White subì un infortunio        |